# Honschaft Bavert
Die Honschaft Bavert war im Mittelalter und der Neuzeit eine Honschaft im Kirchspiel und Gerichtsbezirk Wald innerhalb des bergischen Amts Solingen. Sie umfasste einen kleinen Teil des Solinger Stadtgebiets in den heutigen Stadtteilen Wald und Ohligs.
Die Honschaft bestand bereits um das Jahr 1220, als Graf Engelbert von Berg seine Grafschaft Berg in Gerichtsbezirke aufteilte. Die Honschaft Bavert war bereits zu dieser Zeit eine von acht Honschaften des Kirchspiels Wald, das zugleich ab dieser Zeit einen Gerichtsbezirk bildete. Auch im Hebebuch des Solinger Rentmeisters Wilhelm Waßmann aus dem Jahr 1683/84 besitzt die Honschaft ein eigenes Kapitel. Die Honschaft war eng mit dem Besitztum des Schlosses Caspersbroich verbunden und noch gegen Ende des 18. Jahrhunderts Teil des Gerichts und Kirchspiels Wald.
Bei der französischen Besetzung zu Beginn des 19. Jahrhunderts und Gründung des Großherzogtums Berg wurde die Honschaft Bavert zunächst als eine Gemeinde der Mairie Wald im Kanton Solingen zugewiesen. Dabei musste sie 1807 die Wohnplätze Krausen, Am Friesenhäusgen und aufm Rolsberg an die Honschaft Itter abtreten.
Die Honschaft umfasste zu keiner Zeit einen größeren geschlossenen Gebietsbereich und trat auch in den Folgejahren nicht mehr in Erscheinung. Die restlichen Wohnplätze der Honschaft Bavert, darunter auch der Titularort Bavert, wurden bereits im ersten Drittel des 19. Jahrhunderts in den preußischen Ortsregistern nur noch als Wohnplätze der Nachbarhonschaft Schnittert gelistet, von der sie auch fast vollständig umgeben war und in der sie offenbar restlos aufging.